# Siddhakali
Siddhakali (nepalski: सिद्धकाली) – gaun wikas samiti we wschodniej części Nepalu w strefie Kośi w dystrykcie Sankhuwasabha. Według nepalskiego spisu powszechnego z 2001 roku liczył on 1046 gospodarstw domowych i 5661 mieszkańców (2888 kobiet i 2773 mężczyzn).